# The Loving Kind
The Loving Kind è il secondo singolo estratto dal quinto album di inediti del gruppo musicale pop britannico Girls Aloud, Out of Control.
Il singolo è stato pubblicato 12 gennaio 2009 dall'etichetta discografica Fascination e ha riscosso un discreto successo in Gran Bretagna, raggiungendo tuttavia la posizione più bassa tra tutti i singoli ufficiali pubblicati dal gruppo fino a quel momento, la decima. È stato anche l'ultimo di venti singoli consecutivi ad aver raggiunto le prime dieci posizioni della classifica britannica; il successivo Untouchable, infatti, è arrivato all'undicesima posizione.
La canzone è stata scritta e prodotta dai popolari Pet Shop Boys insieme a Miranda Cooper, Brian Higgins e Tim Powell, ed è stato prodotto dagli Xenomania insieme a Brian Higgins, come tutte le canzoni del gruppo.
Tra le varie edizioni del singolo erano contenute le b-side Girls on 45 e Memory of You.

## Tracce
UK CD (Fascination / 1794885)
1. The Loving Kind (Radio Mix) — 3:59
2. Girls on 45, Volume 2 — 7:25

UK 7" picture disc (Fascination / 1794887)
1. The Loving Kind (Radio Mix) — 3:59
2. Memory of You (Girls Aloud, Cooper, Higgins, Powell, Giselle Sommerville) — 3:48

Digital download
1. The Loving Kind (Wideboys Club Mix) — 6:37

Mobile download
1. The Loving Kind (Wideboys Radio Edit) — 2:49

iTunes Exclusive digital download
1. The Loving Kind (Utah Saints Club Mix) — 6:14

## Classifiche
| Classifica (2009) | Posizione raggiunta |
| ----------------- | ------------------- |
| Regno Unito       | 10                  |
| Irlanda           | 16                  |